# オブラート
オブラート（オランダ語: oblaat）とは、本来は丸い小型のウエハースに似た聖餅のこと（硬質オブラート）。
ただし、日本では一般的にデンプンから作られる水に溶けやすい可食フィルム（軟質オブラート）のことを指す。軟質オブラートは日本で明治期に独自に発明されたもので英語ではedible paperという。

## 硬質オブラート

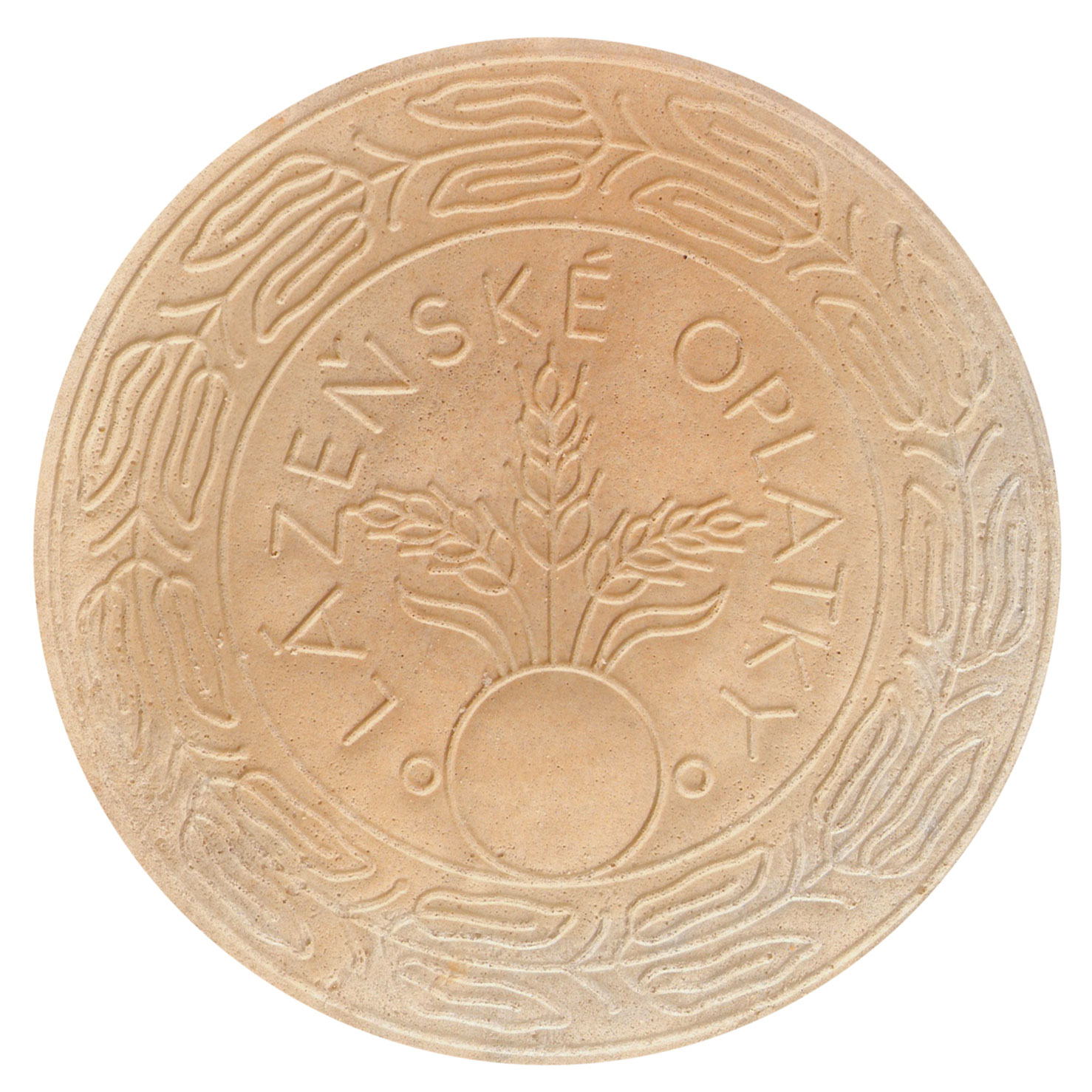
カルロヴィ・ヴァリのスパ・ワッフル。硬質オブラートの一種。

オブラートは本来はキリスト教のミサで使用される丸くて軽い小型のウエハースに似たせんべいのことである。薬の服用にも使用されていた。
硬質オブラートはかなり古くから存在したが、使われるようになった正確な年代は不明である。水の入った小皿に浸して、粉薬を盛って柔らかくなったら飲み込むもので、「せんべいオブラート」ともいう。

## 軟質オブラート

### 歴史

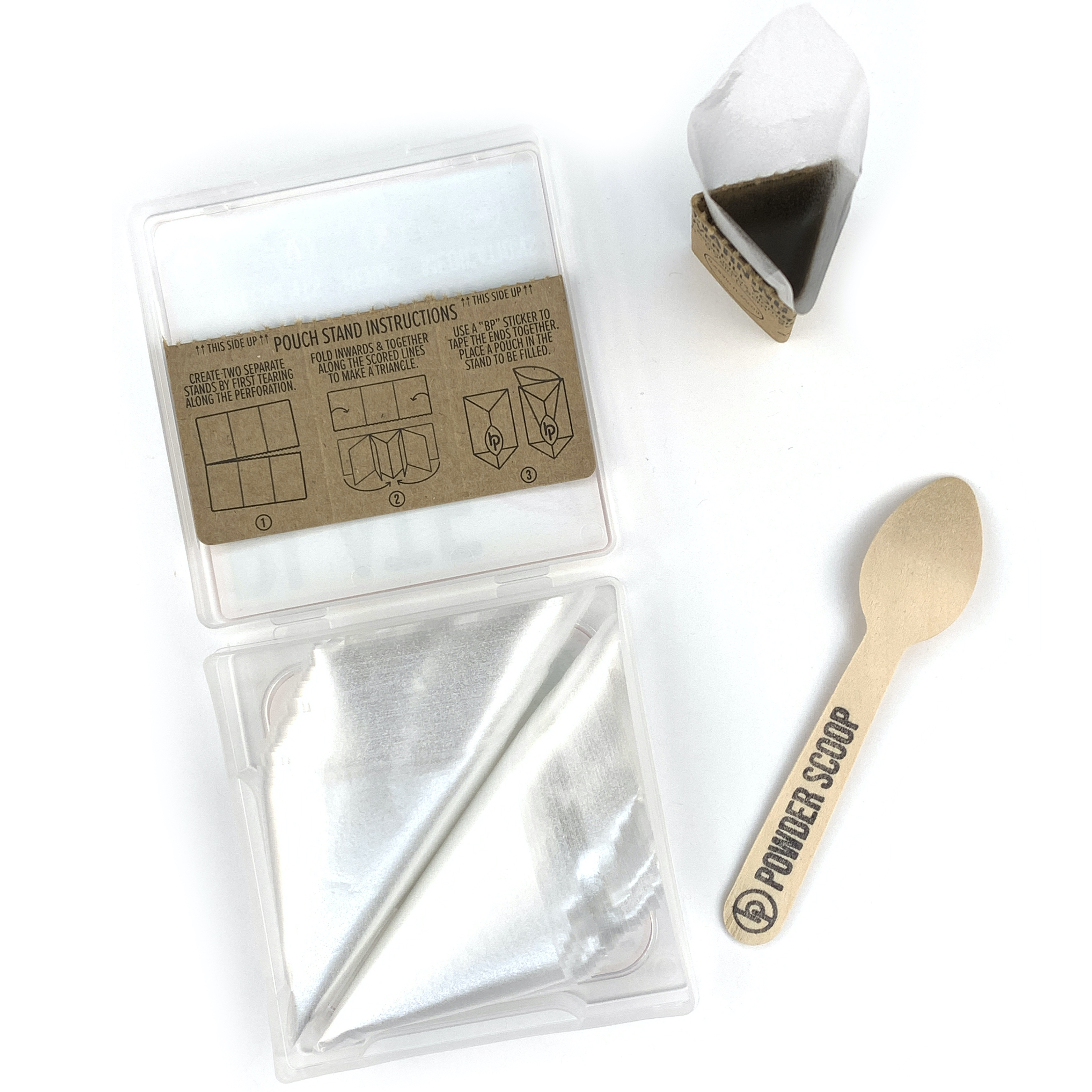
内服用の袋状オブラートセット
使用法を書いたオブラートのケース（左）
オブラートを立てて中に入れやすくするための三角形の台（右上）
オブラートに粉末を入れるための木製スプーン（右下）

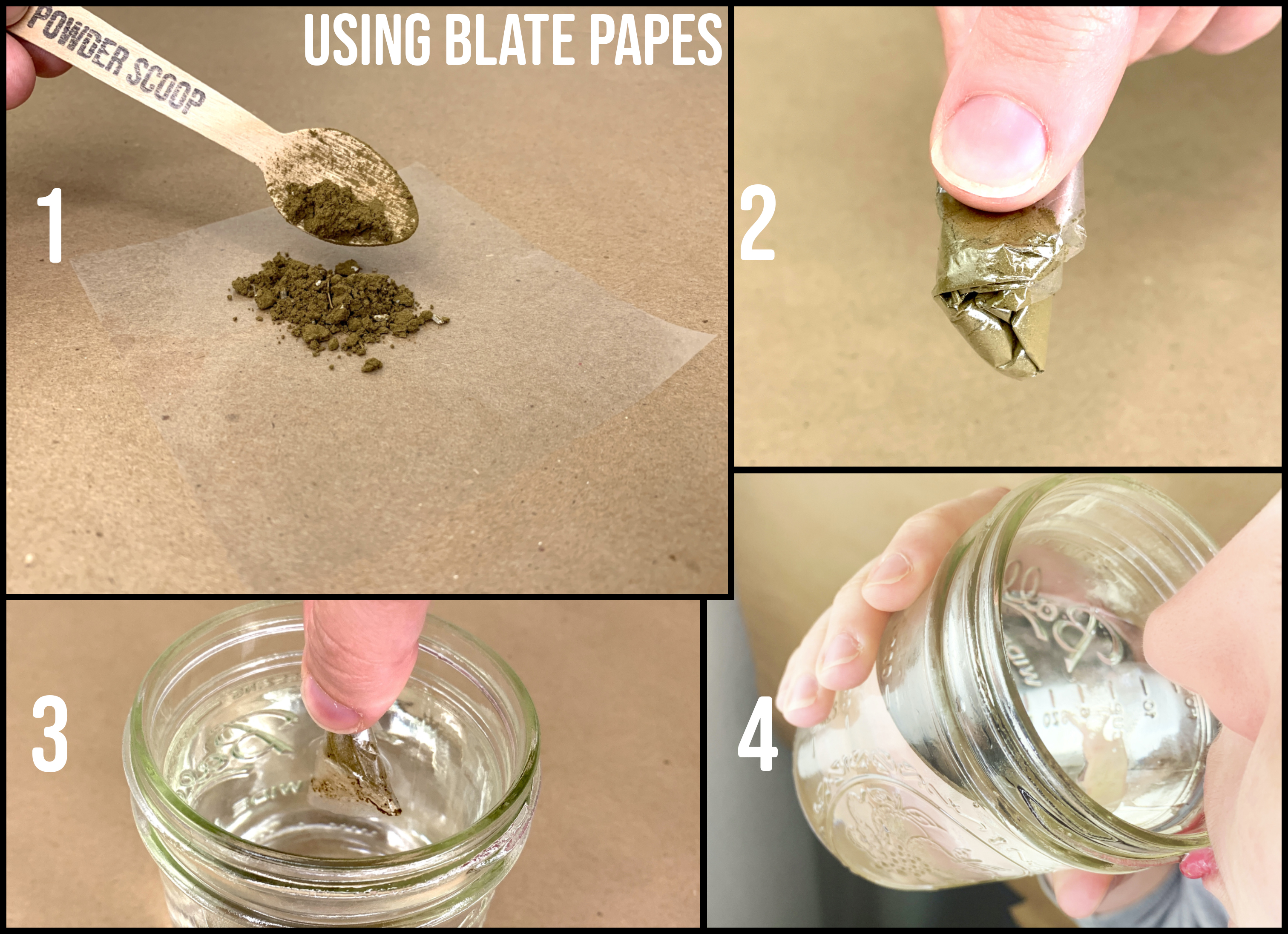
粉末ハーブを用いた正方形オブラートの使用法
1.木のスプーンで粉末をオブラートの上に置く。
2．オブラートを折り畳む。
3.オブラートが口の中に広がらないように、水に濡らして固める。
4.そのまま口に含み、水で流す。

硬質オブラートは日本にも明治期に伝わったが、輸入品であり高価だったほか、柔らかくなるまで時間がかかるという欠点があった。
1902年（明治35年）、三重県田丸町（現・玉城町）に在住していた医師の小林政太郎が、柔らかい「小林柔軟オブラート」を製品化した。小林は合名会社小林柔軟オブラード製造所を設立して、柔軟オブラートの製造を開始。日英米独仏の5ヶ国で特許を得て、1904年（明治37年）のセントルイス万国博覧会で銅牌、1910年（明治45年）の日英博覧会で金牌を受賞した。1913年（大正2年）には自動汽力製造装置を完成させ、大量生産に成功した。1914年（大正3年）には鈴木菊次郎により、オブラートで包んだ菓子が発売された。初期の柔軟オブラートは柔軟剤として寒天を添加していたが、1922年（大正11年）には乾燥機を用いた生成法が編み出され、柔軟剤が不要となり大量生産が可能になった。1920年代には複数の製造会社による競合が激化し、1935年（昭和10年）頃には小林柔軟オブラード製造所も閉鎖された。
内服薬の製薬技術の進歩により顆粒剤や錠剤、カプセル剤が普及し、医薬品内服用のオブラートの使用は少なくなっている。また、薬用よりも生産量の多い菓子包装用も、包装技術の進歩により菓子包装のオブラートは減ってきている。日本では1950年頃に100カ所以上あった工場は、2000年代になり5カ所まで減少した。

### 製品
オブラートは、デンプンを糊化させたものを急速乾燥して生成される。原料には、ジャガイモなどのデンプンを用いる。水分を10%から15%程度まで急速に乾燥させることで、デンプンが老化せず糊化状態が保たれる。
菓子用のオブラートの厚さは40μm、薬用のオブラートの厚さは20μmである。
なお、ゼリー菓子の固着防止や砂糖を使わない菓子の取り粉として、粉末オブラートが使われている。

### 用途

#### 医薬品の内服
苦味のある薬や散剤など、そのままでは飲みづらい薬を内服する際に用いる。オブラートを広げて薬を包み込んだ後、端に少量の水をつけて口を閉じると中身がこぼれにくい。口腔内に張り付きやすいため、コップ1杯程度の水またはぬるま湯で服用する。一部の薬（苦味健胃薬、消化薬など）は、オブラートに包んで飲むと効果が弱まるので注意が必要である。円形、三角形、袋状など様々な形状のものが市販されている。イチゴ味その他のフレーバーつき製品もあり、2007年現在では、ゼリー状やペースト状の薬用オブラートも開発されている。

#### 菓子包装

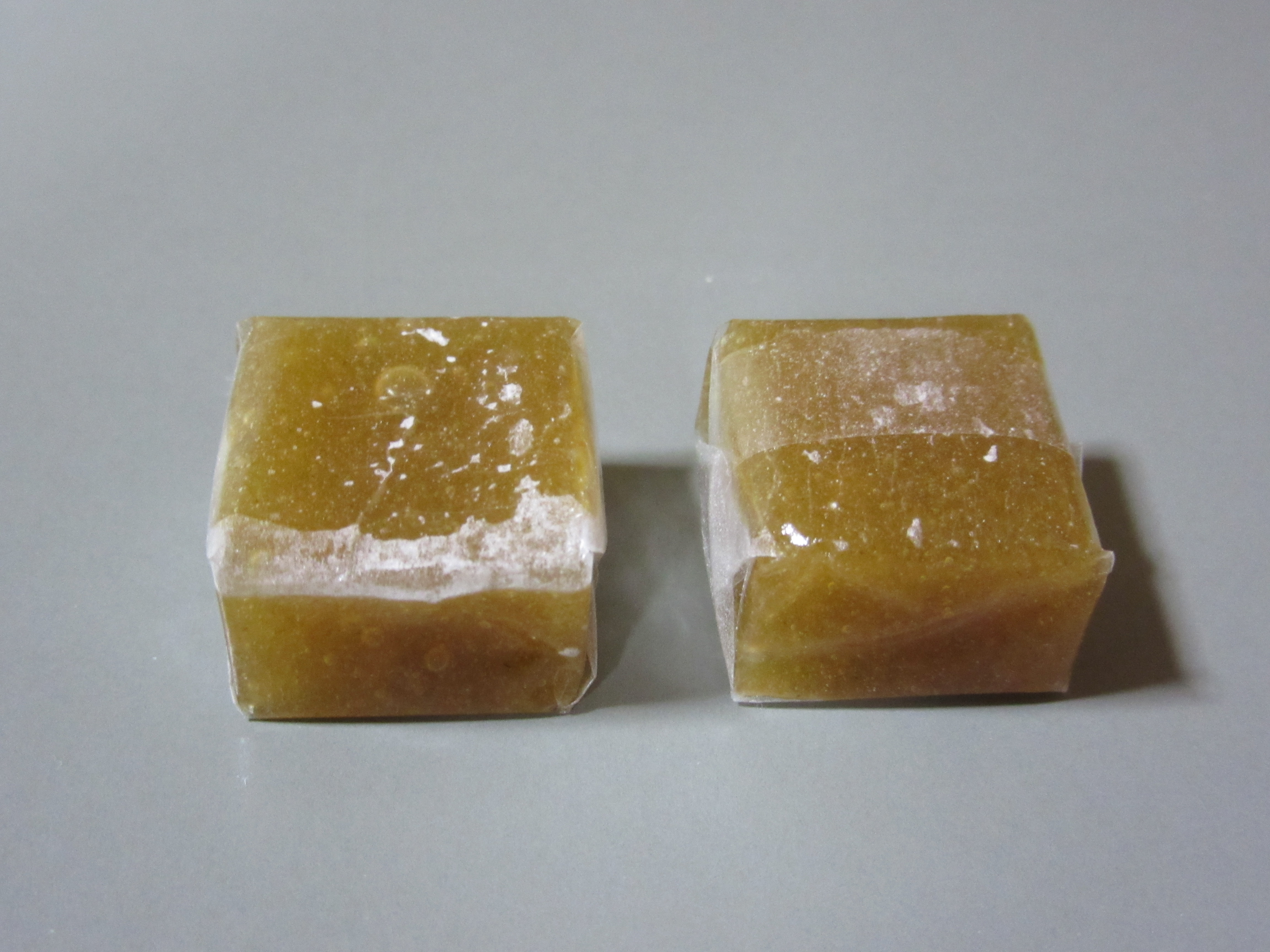
兵六餅。周囲はオブラートで包まれている

求肥や餅、寒天、ゼリーなどを用いた菓子がべたつかないように、オブラートで包装を施す。オブラートで包装された菓子として、著名なものに以下のものがある。
- ボンタンアメ・兵六餅（セイカ食品）
- みすず飴
- 昆布飴
- 日本一きびだんご
- よいとまけ - オブラートで巻いてあるロールケーキの一種。

尚、オブラートは見た目がプラスチックの包み紙に見える為、オブラートに包んだまま食べられる事を知らない食者の為に「商品を包んでいるオブラートもでん粉で出来ておりますのでそのままお召し上がり頂けます」等オブラートを取り除かずともそのまま食べられる事が箱や袋に書かれている。

#### 食材
2013年-2016年度版、2017年-2020年度版ミシュランガイドで3つ星を獲得し、2017年『エリート・トラベラー』誌の「世界のトップ100レストラン」で世界1位に輝いたスペインのレストラン「アスルメンディ」のオーナーシェフエネコ・アチャ・アスルメンディは、オブラートを使用した料理を提供している。

## 慣用句
- オブラートに包む - 相手を刺激しないよう直接的な表現を避け婉曲に表現すること。
- オブラート演説 - 他人の話をオブラートのように丸呑みにした演説のこと。

## 製造メーカー
現存
- 伊井化学工業 -（創業:1942年）北海道に本社を構え、日本一のシェアを持つオブラート・プラスチック容器メーカー。
- 山元オブラート[7] -（創業:1916年）東京都に本社を構え、現在の薄型オブラートを開発したオブラートメーカー。菓子用オブラートではシェア7割を占める。
- 国光オブラート[8] -（創業:1927年）静岡県に本社を構えるオブラート・プラスチック容器メーカー。
- 瀧川オブラート[9] -（創業:1952年）愛知県に本社を構えるオブラートメーカー。
- 旭光[10] -（創業:1952年）愛知県に本社を構えるオブラートメーカー。

他にも、白十字が「FCオブラート」を販売している。
廃業
- 新潟オブラート - オブラートメーカー（新潟県）。2020年廃業。
- 白百合オブラート株式会社
- 東京オブラート製造所

他多数。なお、最盛期の1950年頃には全国に100カ所以上もあった。